# Saint-Denis, Aude

Saint-Denis este o comună în departamentul Aude din sudul Franței. În 1 ianuarie 2022 avea o populație de 511 de locuitori.